# Jiří Sosna
Jiří Sosna (Vimperk, 19 de enero de 1960) es un deportista checoslovaco que compitió en judo.
Ganó una medalla de bronce en el Campeonato Mundial de Judo de 1991 y tres medallas en el Campeonato Europeo de Judo entre los años 1986 y 1989.

## Palmarés internacional
| Campeonato Mundial | Campeonato Mundial    | Campeonato Mundial | Campeonato Mundial |
| Año                | Lugar                 | Medalla            | Categoría          |
| ------------------ | --------------------- | ------------------ | ------------------ |
| 1991               | Barcelona (España)    | Medalla de bronce  | –95 kg             |
| Campeonato Europeo |                       |                    |                    |
| Año                | Lugar                 | Medalla            | Categoría          |
| 1986               | Belgrado (Yugoslavia) | Medalla de bronce  | –95 kg             |
| 1988               | Pamplona (España)     | Medalla de oro     | –95 kg             |
| 1989               | Helsinki (Finlandia)  | Medalla de plata   | –95 kg             |